# Chlorcyclizin
Chlorcyclizin ist eine chirale chemische Verbindung aus der Gruppe der Phenylpiperazine.

## Gewinnung und Darstellung
Chlorcyclizin kann durch eine mehrstufige Reaktion ausgehend von 4-Chlorbenzophenon gewonnen werden.

Synthese einer Vorstufe für Chlorcyclizin und Clocinzin
Zunächst wird 4-Chlorbenzophenon mit Natriumborhydrid zum Alkohol reduziert. Die OH-Gruppe wird im nächsten Schritt durch eine Chlorid substituiert. Mit Hilfe des Phasentransferkatalysators Tetrabutylammoniumiodid  wird das Chloratom erneut ausgetauscht und Piperazin wird an dem Kohlenstoffatom angebracht.

finaler Schritt in der Synthese von Chlorcyclizin
Der finale Schritt in der Synthese von Chlorcyclizin ist eine Methylierung des sekundären Amins. Wird in diesem Schritt statt mit Methyliodid mit Cinnamylbromid alkyliert, so wird der strukturverwandte Wirkstoff Clocinizin erhalten.
Kommerzielle Produkte liegen als Racemat vor.

## Eigenschaften und Verwendung
Chlorcyclizin ist ein Histamin-Rezeptor-Antagonist der ersten Generation aus der Klasse der Phenylpiperazine. Die Verbindung kann in Form des Hydrochlorids in erster Linie zur Behandlung von Allergiesymptomen wie Rhinitis, Urtikaria und Pruritus eingesetzt und auch als Antiemetikum verwendet werden. Es hat auch einige anticholinerge, antiserotonerge und lokalanästhetische Eigenschaften. Das Salz mit Dibunat (Naftoclizin) wurde als Hustenstiller eingesetzt.
Die Verbindung wird auch in der Tiermedizin eingesetzt.

## Regulierung
Über den Safe Drinking Water and Toxic Enforcement Act of 1986 besteht in Kalifornien seit 1. Juli 1987 eine Kennzeichnungspflicht für Produkte, die das Hydrochlorid von Chlorcyclizin enthalten.